# Ignimbrit
Ignimbrit je souhrnné označení utuhnutých, spečených sopečných produktů, které vznikly při usazení pyroklastických proudů. Název pochází z latinských slov ignis – oheň a imber – déšť. Jejich existence je svázána s laminárně (bez turbulencí) se pohybujícími, horkými a hustými pyroklastickými proudy, vzniklými kolapsem erupčního sloupce sopečných plynů a par. Barva nezvětraných ignimbritů je žlutá až oranžová, zvětrané typy jsou zbarveny do okrova, kvůli probíhající oxidaci Fe minerálů a vzniku limonitu.

## Mineralogie
Minerální složení závisí na složení primární taveniny. Její chemismus ovlivňuje složení jak samotné matrix (základní hmoty), tak i výskyt a četnost výskytu fenokrystů (vyrostlic). Z minerálů se nejčastěji vyskytují slídy, ortoklas a jiné živce. Dalšími minerály, vyskytujícími se v ignimbritech v menším (akcesorickém množství) jsou pyroxeny, nefelín atd.

## Petrologie
Petrologicky se ignimbrity blíží dacitům až ryolitům, tedy horninám s převládajícím obsahem oxidu křemičitého. Charakteristickým znakem ignimbritů jsou fiamme – drobné úlomky vulkanického skla, protáhnutého tvaru, který je způsoben deformacemi při transportu a kompaktaci. Je možný i výskyt větších krystalů, případně i xenolitů (cizorodých úlomků). Často se také stává, že horký pyroklastický proud úplně speče (zesklovatí) povrch už usazené vrstvy popela, takové útvary se nazývají spečené tufy.

### Přeměny
Ignimbrity poměrně lehce podléhají zvětrávání a jiným dezintegračním procesům. Protože jsou přímým produktem sopečné činnosti a i jejich ukládání probíhá v blízkosti aktivní zóny vulkánu, jsou často měněny vlivem horkých vod a/nebo par, produkovaných samotnou sopkou. Nejčastěji zvětrávají živce na kaolinit, tento proces se nazývá kaolinizace.